# 1-я Софийская народно-освободительная бригада
1-я Софийская народно-освободительная бригада (болг. Първа софийска народоосвободителна бригада) — подразделение Народно-освободительной повстанческой армии Болгарии, находившееся в ведении 1-й Софийской повстанческой оперативной зоны. Бригада действовала в Юго-Западной Болгарии.

## История
Бригада была образована 8 мая 1944 года на территории Югославии, в районе села Кална (нынешняя община Црна-Трава Ябланичского округа Сербии). Формирование велось на основе 1-го батальона Трынского партизанского отряда и с привлечением новобранцев. Командиром бригады был Славчо Трынский, политическим комиссаром — Нинко Стефанов, заместителем командира — Кирил Марков, заместителем политического комиссара — Григори Илиев. Согласно приказам командования НОПА, бригаде предписывалось выступать совместно с отрядами, действовавшими в районах горных массивов Рила, Пирин и Родопы.
В тот же день бригада начала свой поход, который фактически и привёл её к итоговому расформированию. В районе села Горна-Мелна бригада вступила в бой против 13-го пехотного полка армии Болгарского царства, позже ею были взяты сёла Ерул, Косово и другие, а также атакована электростанция «Гранитоид». 16 мая 1944 года вместе с Дупницким партизанским отрядом бригада вела тяжёлый бой в районе села Дебели-Лаг, в ходе которого из-за предательства погиб один из членов Пятёрки РМС, Свилен Русев. С 11 по 13 мая бригада вела бой за высоту Тумба против сил, представленных 41-м пехотным полком болгарской армии, полицейскими подразделениями и ротой жандармерии. 5 июня в бою против болгарских войск при Добырско она взяла в плен 40 человек, однако после сражения фактически прекратила существование как боеспособная часть.
В дальнейшем бригада разделилась на несколько групп партизан, которые присоединились в дальнейшем к Радомирскому и Трынскому партизанским отрядам.